# Yosef ben Sadiqq
Yosef ben Sadiqq, ben Sadoq o ibn Saddiq (Córdoba, c. 1080-Córdoba, 1149) fue un destacado intelectual judío andalusí, poeta, teólogo y filósofo. Su padre, llamado Sadoq ben Sadiqq, también era un considerado erudito.
Fue objeto de varios elogios poéticos (Yehudá ibn Gayyar, Mosé ibn Ezra, Yehudá al-Harizí y Mosé ben Maimón).
Protagonizó la vida de la comunidad judía en la ciudad que ya había dejado de ser la capital de la España musulmana, para dejar paso a los reinos de taifas. Fue juez del tribunal rabínico desde 1138 hasta su muerte. Escribió en lengua árabe El microcosmos, obra de la que se ha conservado una traducción a la lengua hebrea posterior, pero de época medieval. Hoy se le tiene como autor de un denso poema ya conocido, de carácter neoplatónico, pero cuyo autor no había sido identificado hasta ahora, pues posee un acróstico con su nombre.
Se seduce a la doncella hermosa oculta a la vista: los que tienen mente inteligente saben dónde, cómo y por qué. [...] Desciende a una casa de barro cuando se juntan el cuerpo y la forma, y está oculta allí sin ansiedad, aunque prisionera; no puede ser capturada con la mano, es posible transmitirla sin dinero; para trabajar la tierra del cuerpo y para darle hermosura y espanto, fuerza y cordura de mente para diferenciarlo de las bestias.